# Ivaniny rybníčky
Ivaniny rybníčky je přírodní památka jeden kilometr jihovýchodně od Proseče pod Křemešníkem v okrese Pelhřimov, v nadmořské výšce 610–618 metrů. Rybníčky byly vyhlášeny přírodní památkou v roce 1994. Chráněné území je ve správě Krajského úřadu Kraje Vysočina.

## Předmět ochrany
Cílem ochrany je zachování cenného biotopu soustavy tří rybníčků s výskytem zvláště chráněných živočichů, kteří jsou vázáni na kvalitní vodu. Mezi významné zástupce fauny zde patří vydra říční,
ropucha obecná (Bufo bufo), ledňáček říční (Alcedo atthis) a čolek horský (Triturus alpestris). Z rostlinné říše se zde vyskytují škarda bahenní (Crepis paludosa) či řeřišnice (Cardamine).